# Troiano Caracciolo
Troiano Caracciolo (* Anfang des 15. Jahrhunderts in Melfi; † 1456 ebendort) war ein italienischer Adliger und Condottiere, Herzog von Melfi und Venosa, Graf von Avellino, Baron von Frigento und Herr von Leonessa und San Fele.

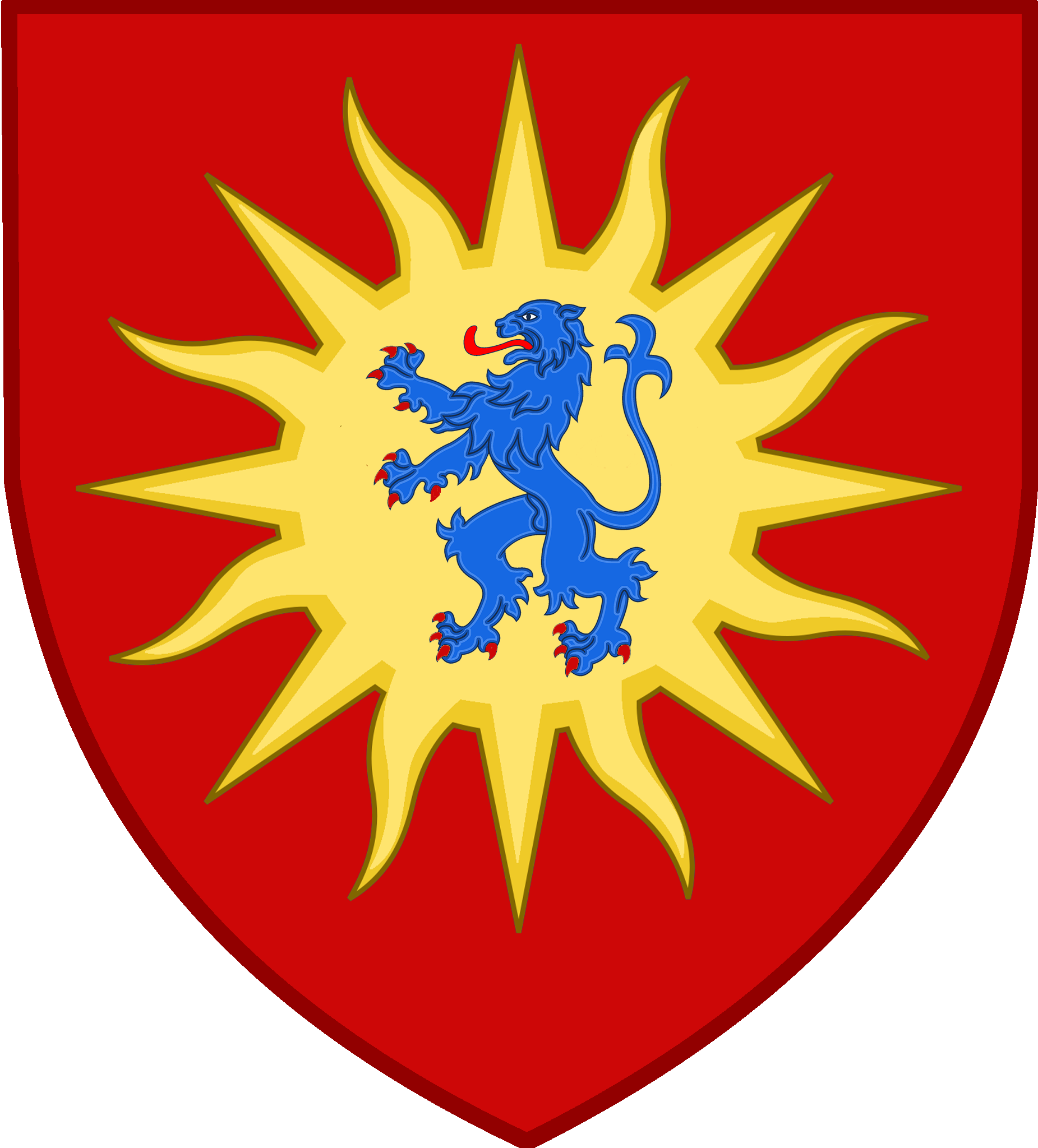
Wappen der Caracciolo del Sole

## Leben
Er wurde Anfang des 15. Jahrhunderts als einziges männliches Kind von Sergianni Caracciolo aus dem Zweig der del Sole, Graf von Avellino (später Fürst von Capua und Großseneschall des Königreichs Neapel), und Caterina Filangieri geboren. Informationen über seine Biografie stammen aus den Tagen vor dem 13. August 1432, dem Datum seiner Heirat mit Maria Caldora, Tochter von Jacopo Caldora, Herzog von Bari und Großkonstabler des Königreichs Neapel.
Seine Schwester Emilia/Isabella Caracciolo hatte 1429 auf Wunsch ihres Vaters Sergianni Antonio Caldora, Marias Bruder, geheiratet. Diese Doppelehe in Verbindung mit den mächtigen militärischen und politischen Positionen, die Sergianni Caracciolo und Jacopo Caldora im Königreich Neapel innehatten, sowie die Vormachtstellung des Prinzen von Tarent, Giovanni Antonio Orsini del Balzo, mit dem Sergianni durch die Ehe seiner Tochter Maria (1431) mit dessen Bruder Gabriele Orsini del Balzo verbunden war, wurden von Covella Ruffo, der Cousine der Königin Giovanna II d’Anjou-Durazzo, als Bedrohung für die Zukunft des neapolitanischen Throns angesehen.
Die Hochzeitsfeierlichkeiten von Troiano und Maria, die in Neapel stattfanden, dauerten mehrere Tage und endeten am 18. August. Kurz nach Mitternacht ließ Covella, der Mörder angeheuert hatte, in Absprache mit dem Landesherrn Sergianni in seiner Residenz in Castel Capuano ermorden. Unmittelbar danach ließ er unter falschem Vorwand seinen Sohn Troiano und andere Verwandte Sergiannis, darunter seinen Bruder Marino, dort aufmarschieren, und ließ sie vom Hauptmann der Wachen, Antonio Gambacorta genannt „il Pontadera“, verhaften und so lange gefangen halten, bis Caterina Filangieri, die Frau von Sergianni, der Königin das Castello di Melfi mit all den unermesslichen Schätzen, die ihr Mann dort im Laufe der Jahre angehäuft hatte, zurückgegeben hatte. Sergianni wurde nach einem aufwendigen Begräbnis in der Kirche San Giovanni a Carbonara in der Cappella Caracciolo del Sole beigesetzt, die er 1427 erbauen ließ und deren Arbeiten 1441 von Troiano vollendet wurden.
Kurze Zeit später, 1432, ließ die Königin Troiano und seine anderen inhaftierten Verwandten jedoch wieder frei und schloss Frieden mit ihm, indem sie ihm das Herzogtum Melfi zurückgab und die Übergabe des Herzogtums Venosa an Gabriele Orsini del Balzo forderte. Troiano war gezwungen, der Herrscherin bis zum 2. Februar 1435, dem Todestag der Königin, zu dienen, um dann im Gefolge der Caldora, ihrer Verwandten, militärische Feldzüge im Dienste von König Renato d’Anjou-Valois, dem Nachfolger von Johanna II, gegen den Thronprätendenten Alfonso V. von Aragon zu unternehmen. Schließlich wollte Troiano seine Beziehungen zu den Anjou-Valois abbrechen und in den Dienst von Alfonso V. treten, der ihm 1440 das Lehen von Leonessa verliehen und das 1432 erhaltene von San Fele bestätigten. Troiano unterstützte Alfonso bei der Besteigung des neapolitanischen Throns und bei der Einnahme der Stadt im Jahr 1442; außerdem nahm er am 3. Juni 1443 an einer Versammlung mit dem gesamten neapolitanischen Adel teil.
In der Zeit von 1435 bis 1443 sind die folgenden Ereignisse zu erwähnen:
Im Jahr 1436 belagerte Alfonso Troiano in Avellino, dem es gelang, ihm zu widerstehen und ihn dann 1440 bei einer zweiten Belagerung derselben Stadt zu besiegen. Im Jahr zuvor begab sich Troiano auf Befehl von König Renato nach Carpinone, um Antonio Caldora davon zu überzeugen, dem Herrscher die Treue zu halten, und am 28. Juni 1442 nahm er an der Schlacht von Sessano teil, in der sein Schwager besiegt wurde.
Schließlich zog er sich nach Melfi zurück, wo er die nach ihm benannte, heute verfallene Porta Troiana und eine Familienkapelle errichtete, in der er 1456, in seinem Todesjahr, beigesetzt wurde und in der 1481 auch die sterblichen Überreste seiner Frau Maria beigesetzt wurden. Nach Troianos Tod ging die Kapelle Caracciolo del Sole in Neapel aufgrund der Minderjährigkeit seiner Söhne Giovanni und Jacopo in den Besitz seines Onkels Marino Caracciolo, dem Bruder seines Vaters Sergianni, über, der für die Ausschmückung des Raumes verantwortlich war und der später dort begraben wurde.

## Nachkommen
Troiano Caracciolo hatte mit Maria Caldora zwei Söhne, Giovanni (so genannt zu Ehren von Sergianni Caracciolo, Troianos Vater, der eigentlich Giovanni hieß), Condottiero und Herzog von Melfi, der Sveva Sanseverino heiratete, und Jacopo (so genannt zu Ehren von Jacopo Caldora, Marias Vater), Condottiero und Graf von Avellino, sowie drei Töchter, Beatrice, Dianora und Ippolita.

## Ehrungen
Ritter des Hermelinordens